# Roberto Reinaldo Cáceres González
Roberto Reinaldo Cáceres González (ur. 16 kwietnia 1921 w Buenos Aires, zm. 13 stycznia 2019 w Montevideo) – argentyński duchowny rzymskokatolicki posługujący w Urugwaju, w latach 1962-1996 biskup Melo. Uczestnik soboru watykańskiego II.

## Życiorys
Święcenia kapłańskie przyjął 15 lipca 1945. 2 stycznia 1962 został mianowany biskupem Melo. Sakrę biskupią otrzymał 19 marca 1962. 23 kwietnia 1996 przeszedł na emeryturę. Zmarł 13 stycznia 2019, został pochowany na cmentarzu w Melo.